# Bahai in Italia
Bahá’í italiani, ossia i seguaci della Fede bahá’í, fondata da Bahá'u'lláh, sono in Italia circa 3.000; distribuiti in oltre 500 località del territorio nazionale.
Il 5 e il 12 dicembre 1880 sono due date importanti, per la storia bahá'í italiana, in quanto segnano la prima esposizione pubblica riguardante la Fede Bahá'í in Italia. Fu il famoso naturalista Michele Lessona a parlarne in due conferenze il cui testo fu poi pubblicato nella forma di libro: I Bábí, nel 1881; e ristampato nel 1981 con l'introduzione del Prof. Alessandro Bausani, Ordinario di Islamistica all'Università di Roma, Socio Corrispondente dell'Accademia Nazionale dei Lincei.

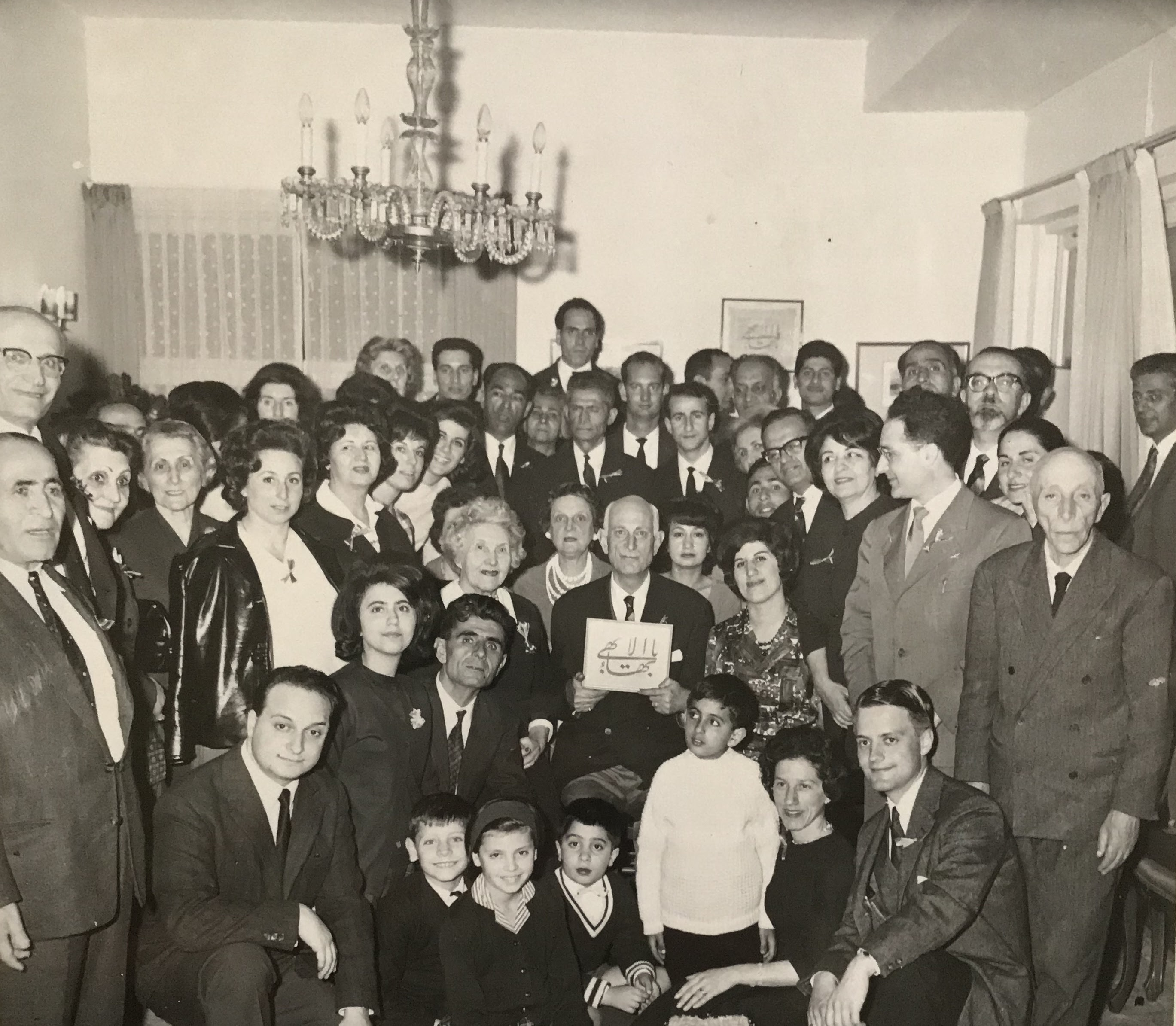
Roma, Aprile 1962 - Prima Convenzione nazionale dei bahá'í d'Italia. In alto a destra, con gli occhiali, Alessandro Bausani.

La storia della Fede bahá'í in Italia origina agli inizi del ’900 quando dei Credenti bahá'í americani vi si fermavano nel loro viaggio verso la Terra Santa dove si recavano per visitare ‘Abdu’l-Bahá. Nel corso degli anni si sono formate le prime comunità, che gradualmente si son radicate sul territorio, dando origine a una comunità organizzata e stabile. La prima Assemblea Spirituale Locale si formò a Roma il 21 aprile 1948. Nel maggio del 1953 venne eletta l'Assemblea Italo-Svizzera. Nel 1962 nasce la prima Assemblea spirituale Nazionale dei bahà'i d'Italia con sede a Roma.
Nel 1966, il Decreto Presidenziale 1106/1966 ha riconosciuto giuridicamente l’Assemblea Spirituale Nazionale, con sede a Roma in via Stoppani 10, come ente morale.
Il 7 agosto 2019 un ulteriore Decreto Presidenziale confermò lo statuto dell'Assemblea Spirituale Nazionale dei bahá’í d'Italia riconoscendo la sua realtà come confessione religiosa.
Dal 1969 la Casa Editrice Bahá’í ha tradotto e pubblicato parecchi testi sacri bahá’í e anche testi di commento sulla Fede, scritti da autori italiani bahá’í, come ad esempio i Saggi sulla Fede Bahá’í di Alessandro Bausani.

## Struttura italiana

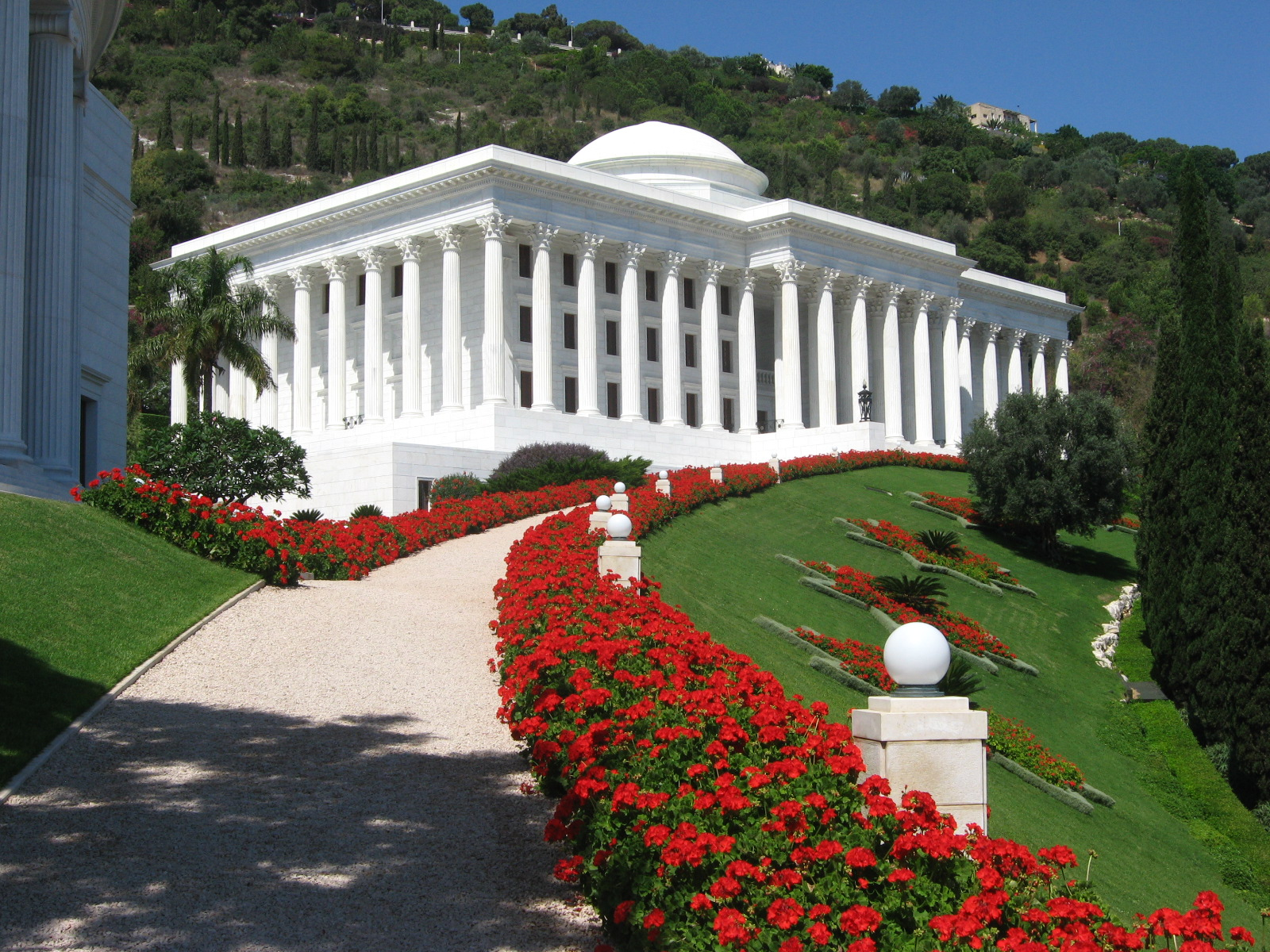
Casa Universale di Giustizia Bahá’í, in Haifa, Israele

Sotto l'aspetto organizzativo, l'Assemblea Spirituale Nazionale dei Bahá'í d'Italia, con sede a Roma, presiede la Comunità nazionale che a sua volta è strutturata sul territorio con Assemblee Spirituali Locali e Gruppi bahá'í locali.
L'Assemblea Spirituale Nazionale dei Bahá'í d'Italia assieme a tutte le altre Assemblee Nazionali presenti nel mondo fa capo alla Casa Universale di Giustizia con sede sulle pendici del Monte Carmelo nella città di Haifa, in Israele.

### Le Assemblee Spirituali Locali
Le prime Assemblee Spirituali Locali italiane furono quelle di Roma (1948), e quelle di Firenze e Napoli (1951). Nel 1957 si formò l'Assemblea di Milano, nel 1958 a Palermo, nel 1959 a Genova, e nel 1960 a Torino, Bologna, Perugia, Venezia. Nel 1961 a Padova, Bari e Trieste e nel 1963 a Rimini... Oggi in Italia esistono circa 55 Assemblee Spirituali Locali. Alcune località sede di assemblee spirituali locali al 30 settembre 2018 sono: Acuto (FR), Altamura (BA), Ancona, Aosta, Ascoli Piceno, Bari, Bigarello (MN), Bologna, Bolzano, Borgo Virgilio (MN), Brugherio (MB), Cagliari, Caserta, Castel d'Ario (MN), Cuneo, Curtatone (MN), Firenze, Genova, Grosseto, Latina, Lecce, Livorno, Lucca, Mantova, Milano, Napoli, Padova, Parma, Perugia, Pisa, Pistoia, Portici (NA), Portoferraio (LI), Porto Mantovano (MN), Prato, Reggio Emilia, Rende (CS), Rimini, Roma, Salerno, Sassari, Selvazzano Dentro (PD), Torino, Trieste, Valsamoggia (BO), Venezia, Verona, Vicenza, Vimercate (MB).

### Sedi di gruppi Bahá'í
Gruppi strutturati con fedeli Bahá'í, al 30 settembre 2014, si trovano in circa 200 località, grandi e piccole, del territorio nazionale, mentre singoli fedeli si trovano sparsi in numerose altre località. Sedi dei gruppi:
| Comune                   | Provincia |
| ------------------------ | --------- |
| Abano Terme              | PD        |
| Acerra                   | NA        |
| Acuto                    | FR        |
| Albano Sant'Alessandro   | BG        |
| Albignasego              | PD        |
| Altamura                 | BA        |
| Anacapri                 | NA        |
| Anagni                   | FR        |
| Andorno Micca            | BI        |
| Anzio                    | LT        |
| Arbizzano                | VR        |
| Ardea                    | RM        |
| Arenzano                 | GE        |
| Arese                    | MI        |
| Ariccia                  | RM        |
| Assisi                   | PG        |
| Avellino                 | AV        |
| Badia Polesine           | RO        |
| Barano D'Ischia          | NA        |
| Bassano Del Grappa       | VI        |
| Bergamasco               | AL        |
| Besana Brianza           | MB        |
| Bitritto                 | BA        |
| Borgo San Lorenzo        | FI        |
| Brescia                  | BS        |
| Bussolengo               | VR        |
| Caiazzo                  | CE        |
| Caldogno                 | VI        |
| Campi Bisenzio           | FI        |
| Campomorone              | GE        |
| Capannori                | LU        |
| Cardedu                  | NU        |
| Carrara                  | MS        |
| Casalecchio di Reno      | BO        |
| Cascina                  | FI        |
| Cassina De' Pecchi       | MI        |
| Cassola                  | Vi        |
| Castelbelforte           | MN        |
| Castelgandolfo           | RM        |
| Castellucchio            | MN        |
| Castelnuovo Del Garda    | VR        |
| Cavallino                | LE        |
| Cavenago Brianza         | MB        |
| Cavriago                 | RE        |
| Cellamare                | BA        |
| Cernusco Sul Naviglio    | MI        |
| Cervinara                | AV        |
| Chiavari                 | GE        |
| Chiusa                   | BZ        |
| Chiusi Scalo             | SI        |
| Città Di Castello        | PG        |
| Collegno                 | TO        |
| Colli Del Tronto         | AP        |
| Cologno Monzese          | MB        |
| Colognola Ai Colli       | VR        |
| Corciano                 | PG        |
| Cosenza                  | CS        |
| Cossato                  | VC        |
| Cremona                  | CR        |
| Curno                    | BG        |
| Desenzano Del Garda      | BS        |
| Dolo                     | VE        |
| Empoli                   | FI        |
| Ercolano                 | NA        |
| Fabrica Di Roma          | VT        |
| Folignano                | AP        |
| Francavilla Al Mare      | CH        |
| Gazzo Padovano           | PD        |
| Genzano di Roma          | RM        |
| Giffoni Valle Piana      | SA        |
| Gignod                   | AO        |
| Giovinazzo               | BA        |
| Goito                    | MN        |
| Gonzaga                  | MN        |
| La Spezia                | SP        |
| L'Aquila                 | AQ        |
| Laveno Mombello          | VA        |
| Lecco                    | LC        |
| Lentate Seveso           | MI        |
| Maddaloni                | CE        |
| Magenta                  | MI        |
| Magione                  | PG        |
| Marano Di Valpolicella   | VR        |
| Margno Valsassina        | LC        |
| Marmirolo                | MN        |
| Marostica                | VI        |
| Masate                   | MI        |
| Mercogliano              | AV        |
| Mirabello Sannitico      | CB        |
| Misano Di Gera D'Adda    | MI        |
| Modena                   | MO        |
| Mogliano Veneto          | TV        |
| Mondovì                  | CN        |
| Mongrando                | BI        |
| Montà D'Alba             | CN        |
| Montecchio Maggiore      | VI        |
| Montegranaro             | AP        |
| Monterotondo             | RM        |
| Monticello Conte Otto    | VI        |
| Montichiari              | BS        |
| Monza                    | MB        |
| Mozzecane                | VR        |
| Negrar di Valpolicella   | VR        |
| Nola                     | NA        |
| Novara                   | NO        |
| Nuoro                    | NU        |
| Olbia                    | SS        |
| Oppeano                  | VR        |
| Oristano                 | OR        |
| Orosei                   | NU        |
| Osnago                   | LC        |
| Palestrina               | RM        |
| Paliano                  | FR        |
| Paola                    | CS        |
| Pavia                    | PV        |
| Pavullo nel Frignano     | MO        |
| Pescantina               | VR        |
| Pessano Con Bornago      | MI        |
| Piacenza                 | PC        |
| Pianoro                  | BO        |
| Pieve Di Soligo          | TV        |
| Pino Torinese            | TO        |
| Pizzo                    | VV        |
| Pomarico                 | MT        |
| Pontinia                 | LT        |
| Porto D'Ischia           | NA        |
| Potenza                  | PZ        |
| Povoletto                | UD        |
| Quartu Sant'Elena        | CA        |
| Ravenna                  | RA        |
| Recco                    | GE        |
| Rezzato                  | BS        |
| Robassomero              | TO        |
| Rocca Canavese           | TO        |
| Rognano                  | PV        |
| Romano D'Ezzelino        | VI        |
| Roncaglia                | PD        |
| Roseto Degli Abruzzi     | TE        |
| Roverbella               | MN        |
| S. Cipriano Piacentino   | SA        |
| S. Felice Sul Panaro     | MO        |
| S. Giacomo Segnate       | MN        |
| S. Giorgio               | MN        |
| S. Giorgio A Cremano     | NA        |
| S. Giovanni in Persiceto | BO        |
| S. Maria Di Zecio        | VR        |
| S. Martino Sannita       | BN        |
| S. Quirino               | PN        |
| S. Giuseppe Di Cassola   | VI        |
| S. Lazzaro Di Savena     | BO        |
| S. Pietro Incariano      | VR        |
| Salerano Sul Lambro      | LO        |
| S. Benedetto Del Tronto  | AP        |
| San Nicola La Strada     | CE        |
| Santa Giusta             | OR        |
| Santena                  | TO        |
| Saronno                  | VA        |
| Scandicci                | FI        |
| Scauri                   | LT        |
| Schio                    | VI        |
| Scorzè                   | TV        |
| Segrate                  | MI        |
| Seregno                  | MB        |
| Seriate                  | BG        |
| Sermoneta                | LT        |
| Serravalle Pistoiese     | PT        |
| Servigliano              | AP        |
| Sesto Fiorentino         | FI        |
| Sesto San Giovanni       | MI        |
| Siena                    | SI        |
| Sondrio                  | SO        |
| Sorgà                    | VR        |
| Spinea                   | TV        |
| Spoleto                  | PG        |
| Spresiano                | TV        |
| Sustinente               | MN        |
| Terni                    | TR        |
| Torri Del Benaco         | VR        |
| Tradate                  | VA        |
| Tresivio                 | SO        |
| Treviglio                | BG        |
| Treviso                  | TV        |
| Trivolzio                | PV        |
| Trofarello               | TO        |
| Udine                    | UD        |
| Vaiano                   | PO        |
| Valenzano                | BA        |
| Valle San Felice         | TN        |
| Velletri                 | RM        |
| Venaria Reale            | TO        |
| Viadana                  | MN        |
| Villa Verucchio          | RN        |
| Villasanta               | MI        |
| Villorba                 | TV        |
| Vimercate                | MB        |
| Voghera                  | PV        |
| Volla                    | NA        |

### Sardegna
La Fede bahá’í approdò per la prima volta in Sardegna nel 1953 per opera di Marie Ciocca Homlud, una bahá'í italoamericana.
Marie Ciocca Homlud era nata il 24 luglio del 1929 e all'età di 24 anni aveva risposto all'appello di Shoghi Effendi di partecipare al piano di diffusione della fede bahá'í recandosi, quale pioniere, da sola, in una località non ancora toccata dalla fede stessa, raggiungendo la Sardegna nell'ottobre del 1953.
La sua azione missionaria ebbe gradualmente successo e portò alla costituzione di una comunità bahá'í sarda, tuttora vitale.
Marie Ciocca Holmund è morta il 20 agosto 1968, a soli 39 anni.

### Sicilia

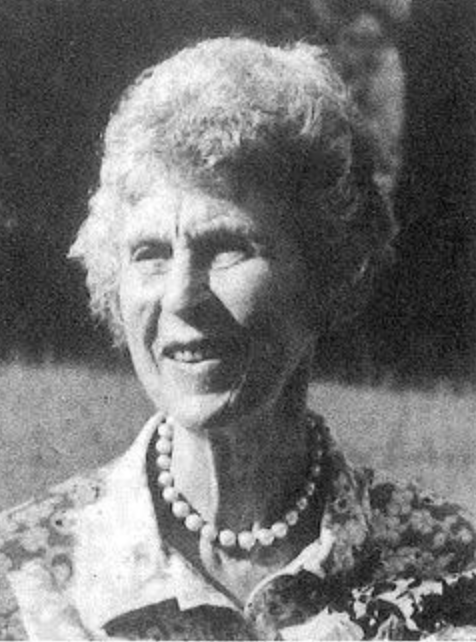
Emma Mandell Rice

La prima credente bahá'í a mettere piede in Sicilia (Taormina), fu l'americana Emma Mandell Rice, originaria di Boston, il 20 ottobre 1953. Il 27 ottobre 1953 anche Florence Esther e il marito Stanley Bagley, arrivarono a Palermo. Prima del loro trasferimento a Palermo la famiglia Bagley viveva a Flint, nel Michigan dove tanto Stanley, quanto Florence facevano parte dell’Assemblea Spirituale Locale di quella città.
Nel corso del 1954 soggiornarono a Palermo anche numerosi insegnanti viaggianti e tra questi Curtis e Harriet Kelsey, le sorelle Clara e Cora Edge, Marion Little, Loulie Mathews (pioniera bahá’í di Portofino negli anni ’20) e William Sears. Sette anni dopo, nel 1961, arrivarono a Palermo anche Azizolláh Shayaní e sua moglie Ján Khánum. 
Nell'agosto 1968 la Casa Universale di Giustizia organizzò a Palermo una conferenza per commemorare il centesimo anniversario della traversata di Baháʼu'lláh nelle acque del Mediterraneo da Gallipoli (Turchia) alla Più Grande Prigione, a San Giovanni d'Acri, che allora era un territorio del grande Impero Ottomano.
Tale evento di carattere spirituale e religioso può essere paragonato alla migrazione di Abramo da Ur dei Caldei verso la regione di Aleppo, al viaggio di Mosè verso la Terra Promessa, alla fuga in Egitto di Maria e Giuseppe col bambino Gesù, o all'Egira di Maometto dalla Mecca a Medina.

### Umbria
Nel 1959 alcuni giovani provenienti dalla Persia si trasferirono a Perugia per motivi di studio. L’anno seguente quei giovani, assieme ad alcune famiglie locali, costituirono nel capoluogo la prima Assemblea Spirituale Locale, la quarta in Italia dopo Milano, Palermo e Genova. Credenti attuali in piccoli gruppi, spesso familiari, sono distribuiti tra Assisi, Bastia Umbra, Città della Pieve, Città di Castello, Corciano, Foligno, Magione, Marsciano, Piegaro, Spoleto, Terni e Todi, mentre a Perugia c'è l'Assemblea locale.
Nel 1987 il comune di Perugia ha destinato un’ala di cimitero ai fedeli bahá'í defunti «come riconoscimento – si legge in una nota dell’epoca – per l’impegno nel promuovere la pace, la tolleranza e il bene della società».